# La differenza (album)
| Recensione | Giudizio |
| ---------- | -------- |
| Newsic     | 8/10     |
| Rockol     | 6/10     |

La differenza è il ventunesimo album in studio della cantautrice italiana Gianna Nannini, pubblicato il 15 novembre 2019.

## Descrizione
L'album è stato concepito in soli tre mesi in uno studio sulla Gloucester Road di Londra, mentre la registrazione è avvenuta a Nashville negli studi Blackbird di John McBride.
Il primo singolo estratto dall'album è stato l'omonimo La differenza, pubblicato l'11 ottobre 2019. Contenuta all'interno delle tracce vi è anche la collaborazione con il cantautore e rapper italiano Coez nel brano Motivo, secondo singolo estratto, seguito da Assenza e L'aria sta finendo.

## Tracce
1. La differenza – 3:41
2. Romantico e bestiale – 3:10
3. Motivo (feat. Coez) – 3:11
4. Gloucester Road – 3:04
5. L'aria sta finendo – 3:55
6. Canzoni buttate – 4:01
7. Per oggi non si muore – 4:01
8. Assenza – 3:00
9. A chi non ha risposte – 4:03
10. Liberiamo – 4:16

## Classifiche
| Classifica (2019) | Posizione massima |
| ----------------- | ----------------- |
| Germania          | 98                |
| Italia            | 4                 |
| Svizzera          | 14                |